# Vitalij Kravcov
Vitalij Jurjevič Kravcov (rusky Виталий Юрьевич Кравцов; * 23. prosince 1999) je profesionální ruský hokejový křídelní útočník momentálně hrající v týmu Vancouver Canucks v severoamerické lize NHL. Byl draftován v roce 2018 již v 1. kole jako 9. celkově týmem New York Rangers.

## Klubové statistiky
| Sezona     | Klub                      | Soutěž     | Základní část | Základní část | Základní část | Základní část | Základní část | Play off | Play off | Play off | Play off | Play off |
| Sezona     | Klub                      | Soutěž     | Z             | G             | A             | B             | TM            | Z        | G        | A        | B        | TM       |
| ---------- | ------------------------- | ---------- | ------------- | ------------- | ------------- | ------------- | ------------- | -------- | -------- | -------- | -------- | -------- |
| 2016/17    | Bělyje medvědi Čeljabinsk | MHL        | 41            | 13            | 23            | 36            | 18            | 5        | 2        | 4        | 6        | 0        |
| 2016/17    | Traktor Čeljabinsk        | KHL        | 3             | 0             | 0             | 0             | 0             | 6        | 1        | 0        | 1        | 4        |
| 2016/17    | Čelmet Čeljabinsk         | VHL        | 6             | 2             | 2             | 4             | 0             | —        | —        | —        | —        | —        |
| 2017/18    | Traktor Čeljabinsk        | KHL        | 35            | 4             | 3             | 7             | 6             | 16       | 6        | 5        | 11       | 8        |
| 2017/18    | Čelmet Čeljabinsk         | VHL        | 9             | 4             | 3             | 7             | 4             | —        | —        | —        | —        | —        |
| 2017/18    | Bělyje medvědi Čeljabinsk | MHL        | 1             | 1             | 2             | 3             | 0             | 2        | 1        | 3        | 4        | 0        |
| 2018/19    | Traktor Čeljabinsk        | KHL        | 50            | 8             | 13            | 21            | 6             | 4        | 0        | 2        | 2        | 0        |
| 2019/20    | Hartford Wolf Pack        | AHL        | 39            | 6             | 9             | 15            | 4             | —        | —        | —        | —        | —        |
| 2019/20    | Čelmet Čeljabinsk         | VHL        | 3             | 0             | 2             | 2             | 0             | —        | —        | —        | —        | —        |
| 2020/21    | Traktor Čeljabinsk        | KHL        | 49            | 16            | 8             | 24            | 12            | 5        | 2        | 2        | 4        | 0        |
| 2020/21    | New York Rangers          | NHL        | 20            | 2             | 2             | 4             | 4             | —        | —        | —        | —        | —        |
| 2021/22    | Traktor Čeljabinsk        | KHL        | 19            | 6             | 7             | 13            | 0             | 15       | 7        | 3        | 10       | 2        |
| 2022/23    | New York Rangers          | NHL        | 28            | 3             | 3             | 6             | 6             | —        | —        | —        | —        | —        |
| 2022/23    | Vancouver Canucks         | NHL        | 16            | 1             | 1             | 2             | 4             | —        | —        | —        | —        | —        |
| NHL celkem | NHL celkem                | NHL celkem | 64            | 6             | 6             | 12            | 14            | —        | —        | —        | —        | —        |
| KHL celkem | KHL celkem                | KHL celkem | 167           | 36            | 32            | 68            | 26            | 46       | 16       | 12       | 28       | 14       |

### Reprezentační statistiky
| 2019            | Rusko 20        | MSJ             | 7 | 2 | 4 | 6 | 6 | Bronzová medaile |
| Junioři celkově | Junioři celkově | Junioři celkově | 7 | 2 | 4 | 6 | 6 |                  |